# The Exploited
The Exploited es una banda de hardcore punk de Edimburgo, Escocia, formada entre finales del año 1979 y principios de 1980 activa hasta el día de hoy. A pesar de ser una banda icónica del hardcore punk británico (también llamado UK82), a lo largo de su trayectoria ha pasado por diferentes estilos, empezando por un punk claramente influenciado por el llamado street punk en sus primeros EP y su disco debut de 1981, Punk's Not Dead, para luego decidirse por el hardcore punk que se convertiría en su sello distintivo durante la década de 1980 (destacando los álbumes Troops of Tomorrow, de 1982, Let's Start A War..., de 1983, y Horror Epics, de 1984). Desde finales de aquella década, el estilo de la banda variaría hacia un crossover thrash a partir del LP Death Before Dishonour y continuando con los álbumes The Massacre, Beat the Bastards y Fuck the System (1987,1990, 1996 y 2003 respectivamente). 
En la actualidad están considerados, junto a Charged GBH y Discharge, como uno de los tres grandes del hardcore punk británico. Han vendido 750.000 álbumes de manera independiente en todo el mundo.

## Biografía
Influenciados por el surgimiento del punk de finales de los años 1970 y en particular por el incipiente movimiento Oi! (aún no conocido con ese nombre), Wattie Buchan, que había pasado unos años sirviendo en las Fuerzas Armadas Británicas, así como John Duncan, Gary McCormack y Dru Stix deciden formar su propia banda, más que nada como una forma de combatir el aburrimiento además de haberse percatado por medio de Sex Pistols, The Damned y UK Subs, entre otros, de que no era necesario ser grandes músicos para subirse al escenario y editar discos. Hay una serie de rumores acerca de que esta agrupación fue precedida por una anterior, que incluía al hermano mayor de Wattie, Terry, en las voces y unos efímeros miembros (Hayboy Steve en la guitarra, Mark Patrizio en el bajo y James "Jimbo" Park en la batería), pero que habrían dejado la banda al perder interés en la música, para ser luego reemplazados por la primera alineación "oficial" de The Exploited, con los citados Wattie, Big John Duncan, Dru Stix y Gary McCormack. 
Cabe destacar que el primer sencillo de la banda, Army Life, de 1980, fue grabado con Wattie en las voces, Dru Stix en la batería, Hayboy en la guitarra y Mark en el bajo. 
Según la misma banda, esos primeros Exploited no serían necesariamente los mismos que seguirían adelante sino que sería una banda anterior de la cual sólo tomaron el nombre, The Exploited («los explotados»).
Por otro lado ese mismo año editarán otro sencillo, Exploited Barmy Army, ya con la formación "oficial" determinada.
Como sea, ya a principios de 1980 The Exploited inicia una fuerte actividad en la naciente segunda oleada del punk británico (conocida también como UK82, «No Future Punk» o «UK Hardcore Punk»), dando conciertos, editando sencillos y congregando un número relativamente grande de seguidores. Además de punks, skinheads y herberts componían la audiencia de la banda, ya que desde un principio The Exploited se declararía partidario de la unidad de punks y skinheads, razón por la cual muchos considerarían a The Exploited como una banda Oi!, llegando a incluirlos en algunas compilaciones del género (como el seminal Oi! The Album, Lords Of Oi! y otros). No obstante, siempre se autodenominaron punk. A pesar de que la imagen de The Exploited y en especial de Wattie, con su cabellera mohicana roja, botas Dr. Martens y chaqueta de cuero, ha permanecido en el imaginario colectivo de sus seguidores, en sus inicios la banda llevaba una estética más cercana a la de los primeros punk: pelos cortos y teñidos, camisetas de Vivienne Westwood y Dr. Martens además de alfileres.   

### Sus primeros éxitos
El mes de mayo del año 1981 ve el primer álbum de estudio llamado Punk's Not Dead, que se convertiría en un verdadero éxito de ventas para una banda underground, llegando a vender 150.000 copias. Poco después, The Exploited se embarca en la gira Apocalypse Now Tour junto a Discharge, Infa Riot, Anti Pasti, Chron Gen y Anti-Nowhere League, gira que recorre el Reino Unido poniendo de nuevo en el tapete al ya dado por muerto movimiento punk y marcando en mayor o menor medida un hito dentro del UK82. Por lo mismo surgiría un renovado interés por parte de los medios y sellos discográficos en el punk, no como había sido en la primera oleada del punk que estuvo marcada por grupos fichando en grandes discográficas, apariciones en las noticias y frecuentes menciones en los periódicos, sino más bien de interés local y con sellos independientes cuando no derechamente autoproducidos surgiendo por doquier (Secret, Pax, Riot City, Mortarhate, Clay, Rondelet, entre otros). Es también 1981 el año que ve a la banda embarcarse en giras fuera de Gran Bretaña: Francia, Alemania, Países Bajos y Suecia son visitados por The Exploited. Por aquel entonces el baterista Dru Stix es arrestado por asalto a mano armada, condenado subsiguientemente a siete años de prisión y por lo tanto reemplazado brevemente por Danny Heatley y luego por el exmiembro de UK Subs Steve Roberts (ambos en 1983) que, salvo en tres canciones, sería quien tocara en el siguiente álbum.

### Troops of Tomorrowy la crítica a la guerra
En 1982, se decide grabar un nuevo LP, que llevaría por título Troops Of Tomorrow, que incluía el tema que daría nombre al disco, una versión de un tema de 1978 de The Vibrators en la cual estos mismos colaborarían. Es este disco el que muchos consideran el primer gran clásico de la banda así como su mejor trabajo, lo que les traería reconocimiento, la primera gira por Norteamérica y una aparición en el programa televisivo Top Of The Pops. Asimismo medios escritos más "mainstream" van a fijarse en el interés que va generando la banda. Exploited aparecería en artículos de periódicos como el Record Mirror o la revista musical Flexi Pop.  El día inmediatamente posterior a su aparición en el programa Top Of The Pops, su LP vendió sólo 500 copias de su disco Troops Of Tomorrow, ya que muchos de sus seguidores pensaron que la banda se había "vendido": el día inmediatamente anterior el LP había vendido 120.000. Debido a su aparición televisiva, la banda anarcopunk Conflict compuso el tema "Exploitation". Además de reseñas en publicaciones más underground como los desaparecidos fanzines Punk's Not Dead y Punk Lives, aparecieron en las revistas Maximum Rock And Roll, Sounds y un gran número de fanzines. "Big" John Duncan va a ser sustituido (aunque, aún grabaría el siguiente LP) por Karl Morris en la guitarra, Gary McCormack por Wyne Tyas en el bajo y Danny Heatley va a ser reemplazado por el hermano menor de Wattie, William "Wullie" Buchan, que se va a transformar en el baterista más estable dentro de la formación (Wullie va a tener desapariciones esporádicas).

### La crítica a la guerra continúa

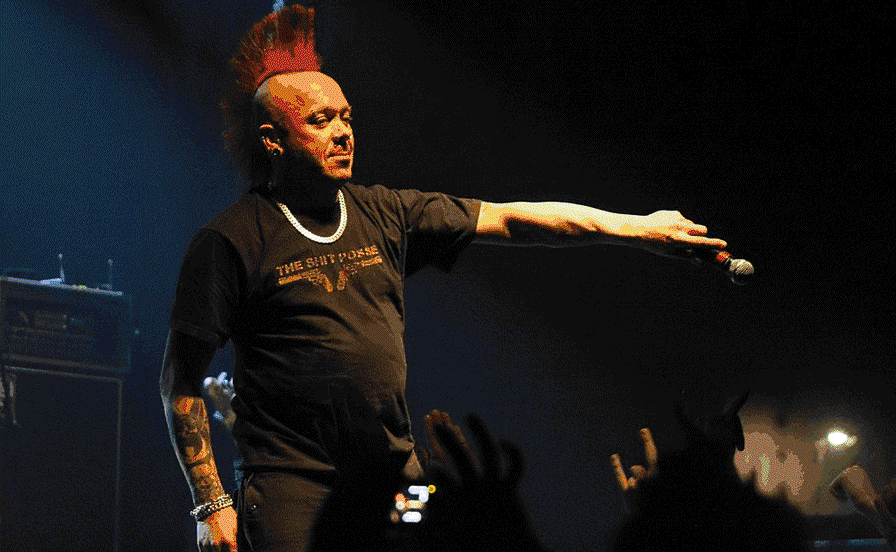
The Exploited en Moscú

Con Wattie en la voz, Big John en la guitarra, Wayne Tyas en el bajo y Wullie Buchan, la banda entra al estudio para grabar su tercer álbum, titulado Let's Start A War... Said Maggie One Day (Pax, 1983), cuyo título («Empecemos una guerra..., dijo un día Maggie») contiene una referencia a la Guerra de Las Malvinas). El disco claramente sigue la misma línea de su predecesor Troops Of Tomorrow, con temas potentes, rápidos y de corta duración que se pueden encasillar entre lo más pesado y duro dentro del hardcore punk. No obstante, las ventas no serían tan generosas, ya que a finales del año se comienza a apreciar un decaimiento en la escena punk británica. 1984 va a ver el fin de muchas bandas (Infa Riot, The 4 Skins, Anti Pasti, Chron Gen, The Defects, The Ejected), a pesar de que en esta época el punk va gozar de buena popularidad en el resto de Europa y del mundo. En todo caso, en 1984 la banda vuelve a Estados Unidos y Canadá en una gira multitudinaria cuyas presentaciones en el Olympic Auditorium de Los Ángeles junto a los estadounidenses Agnostic Front y los ingleses UK Subs van a ser consideradas históricas. Karl Morris sería el encargado de la guitarra en el siguiente trabajo.

### Horror Epicsel último de su granUk82
De vuelta en Escocia, la banda se separa por un breve período en 1984, para en 1985 sacar al mercado el LP Horror Epics que, si bien sigue siendo punk, está notablemente mejor producido, con varios arreglos en la batería, e incluso, coros femeninos en un tema. El tempo de algunas canciones también se torna más lento y con atmósferas más oscuras. Debido al debilitamiento de la escena punk británica, y con el fin de muchas bandas que habían captado la atención del público, este vuelve su interés hacia las bandas que, por uno u otro motivo, seguían en activo, aglutinado en conciertos relativamente masivos, promediando las quinientas personas por presentación (G.B.H., The Adicts, o los mismos The Exploited), y además, vuelven a Norteamérica, en una nueva gira que sería desastrosa, con conciertos suspendidos antes de un cuarto del tiempo de lo presupuestado, batallas campales entre bandas rivales o bien con grupos fascistas. La gira es cancelada luego de una pelea en mitad de un show entre Karl Morris y Wattie. Como resultado Karl Morris y Wayne Tyas dejan la banda, aduciendo que los hermanos Buchan les habían robado. No obstante, esta gira dejaría material para un LP en vivo, titulado Live At The White House, que sería lanzado el año 1986. Karl Morris es reemplazado por Mad Mick, quien a su vez sería reemplazado por Nigel "Nig" Swanson, presente en Exploited desde 1985 hasta 1989. Wayne fue remplazado por John "Deptford" Armitage. Esta formación dio vida al EP Jesus is Dead. Durante la gira de Jesus is Dead, John Armitage sería reemplazado por el retornado Wayne Tyas para luego ocupar su lugar Tony Lochiel, quien permanecería en la banda entre 1986 y 1987.  

### El fin de una era, el comienzo de otra: Elcrossover thrash
En 1987, The Exploited, nuevamente se abocaría a la tarea de componer un nuevo LP, que se titularía Death Before Dishonour, en el que ya se aprecia una clara influencia de bandas tales como Metallica, Slayer, Megadeth o D.R.I. (todas ellas agrupaciones que reconocían a The Exploited entre sus influencias), hecho que, si bien por la mezcla de estilos les va a ampliar sus audiencias al conquistar a público del estilo crossover, muy popular por ese entonces, va a encontrar resistencia en cierta medida por parte de su tradicional público punk. Al año siguiente una discográfica saca al mercado un EP llamado War Now con tres temas sobrantes de las sesiones de Death Before Dishonour el cual contenía un remix del tema Sexual Favours. Después Tony deja la banda ocupando su lugar Mark "Smeeks" Smellie. 

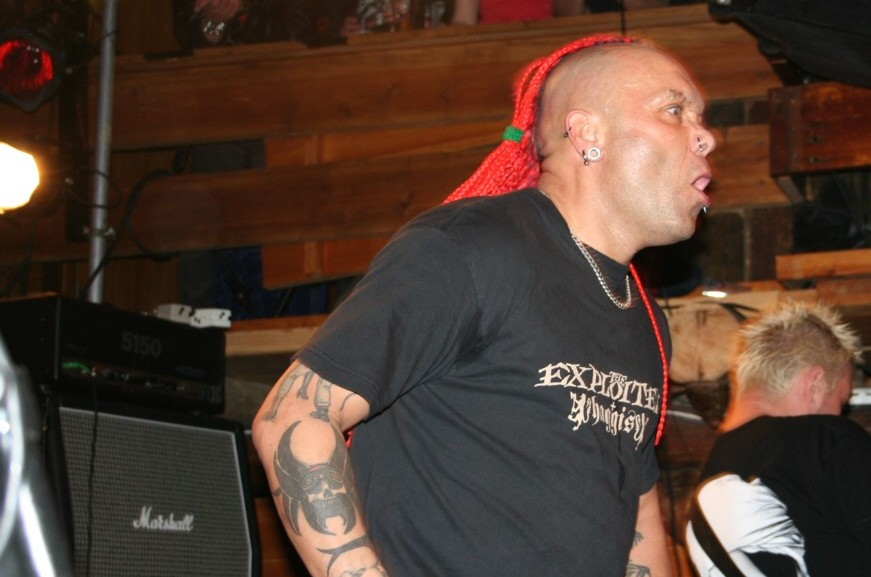
Wattie Buchan líder y único integrante de la banda que ha permanecido siempre en ella.

### The Massacre
Después de una nueva gira por el Reino Unido, Europa y Norteamérica en 1989, Gordon "Gogs" Belfour reemplaza a Nigel Swanson, que se transforma en asesor de la banda, y Tony Martin toma el lugar de Wullie Buchan en la batería. Es con esta formación con la que The Exploited edita su nuevo trabajo, The Massacre, en 1990, con una clara línea punk/metal y sonidos mucho más producidos, arreglos y con temas de más duración que los de sus trabajos anteriores. El trabajo contó con la colaboración del afamado productor Colin Richardson.
En 1991, Wullie vuelve a la batería. Es en este período cuando se inicia la nueva tónica de trabajo del grupo: varios años entre disco y disco para dedicarse a largas giras mundiales. Es 1991 el año en que The Exploited viaja por primera vez a Japón. Sus presentaciones en dicho país darán lugar a un vídeo y a un disco en vivo. En 1992, Slayer y Ice-T hacen una versión de las canciones «UK 82», «Disorder» y «War», temas del álbum Troops of Tomorrow; el resultado es un medley retitulado «Disorder». La letra correspondiente a «UK 82» es cambiada y retitulada «LA 92», en alusión a las revueltas en la ciudad californiana tras la paliza que unos policías dieron a Rodney King. El medley «Disorder» de Slayer y Ice-T participaría en la banda sonora de la película de 1993 Judgement Night. 
«Big» John Duncan fue durante un tiempo en 1993 técnico de Nirvana, y participó sólo en una presentación en vivo, para luego ser reemplazado por el exThe Germs Pat Smear. Estos hechos aumentarían en cierta medida la popularidad de la banda. Ese año entraría Fraser Rosetti como guitarrista. También en 1993, The Exploited se presentaría en México, Brasil y Argentina, también visitarían Rusia, Israel y, nuevamente, Japón, además de haber viajado por Inglaterra, Norteamérica y Europa. Durante este período The Exploited variará aún más intensamente de integrantes.

### Beat the Bastards
En 1994, lentamente se dan a la lenta tarea de producir otro álbum. El resultado será Beat The Bastards, disco que es considerado por muchos, en especial por sus seguidores, un disco metal, editado en 1996, con 13 temas. Continúan los frecuentes cambios de alineación. Llamativo resulta el hecho de que para esta publicación hayan grabado con una alineación, tuvieran otra cuando lo lanzaron y para las giras promocionales una diferente; incluso en los créditos del CD figura como guitarrista un tal Jamie Buchan, lo que hizo a muchos preguntarse de qué Buchan se trataba, ya que no había ningún Jamie Buchan conocido: la respuesta de la banda fue que el disco fue grabado con el guitarrista Fraser "Fraz" Rosetti, el cual, una vez pagado por su trabajo, dejó al grupo sin previo aviso y, para llenar su nombre, se incluyó a "Jamie Buchan", quien no era otro que el hijo de apenas 2 años de Wattie. Además, Wullie Buchan realizó el bajo en todos los temas, salvo en «Fifteen Years», donde fue Jim Gray quien se encargó de ello. Rosetti se unió, poco después, a la banda de funk rock Bootsauce; tras ello, se mudó a Canadá y comenzó un proyecto de música electrónica bajo el sobrenombre "Fanny", aparte de comenzar, también, a ejercer como productor. Nuevamente se embarcarían en giras que los llevarían de nuevo por Inglaterra, Europa y el continente americano. También se editarían varios trabajos recopilatorios. 
Con la llegada del nuevo milenio, la actividad de la banda disminuye un poco, presentándose sólo algunas veces en Gran Bretaña y sin noticias todavía respecto a algún nuevo trabajo. En 2000 una serie de bandas punk estadounidenses grabarían un disco de versiones de The Exploited llamado Troops Of Today. Se presentan varias veces en los celebrados festivales punk "Holidays in The Sun" en Inglaterra, además encabezan junto a Social Chaos una gira en el continente norteamericano también en 2000, siendo éstas las únicas actividades en dos años. Se llegó incluso a especular que Wattie había muerto o bien estaba gravemente enfermo.

### Fuck the System

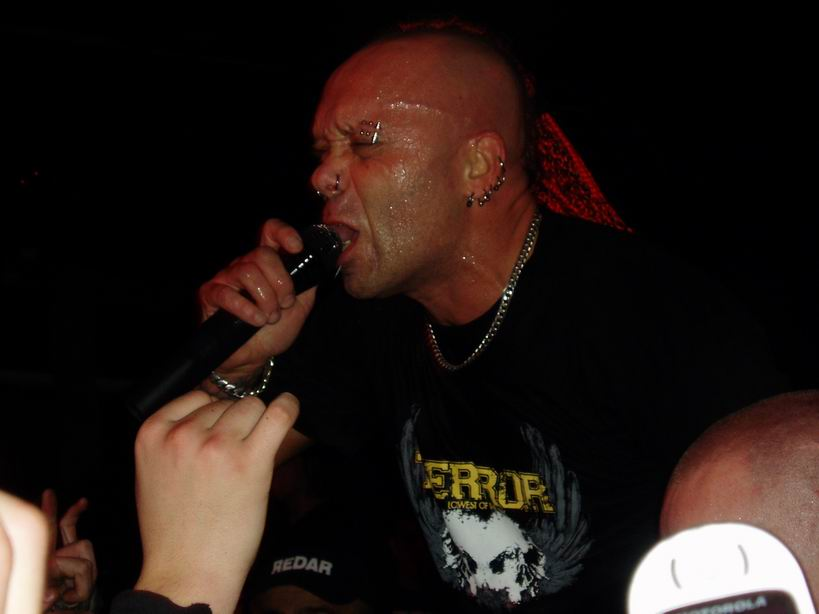
Wattie Buchan en un concierto.

A principios de 2002 se anuncia un nuevo disco. Este llegaría el 2003 y llevaría por título Fuck The System. Si bien continúa en la línea de su anterior trabajo de corte claramente metálico, no es este el único estilo en él presente, ya que de alguna manera The Exploited retoma sus raíces punk con temas rápidos y cortos, pero con la contundencia y sonoridad metalera. Arthur "Arf" Dalrymple se encargó del bajo (pese a que el vocalista de la banda Gin Goblins Mikie Jacobs, aparece acreditado y sale su foto en la contraportada del álbum), junto al que iba a ser el guitarrista más duradero de The Exploited hasta el día de hoy, Robbie Davidson, y con los ya clásicos hermanos Buchan a las voces y a los tambores respectivamente. Con la subsiguiente gira promocional, la banda tenía presupuestada una fecha en Montreal, Canadá. Las autoridades les negaron permiso para tocar debido a la posibilidad de que se originara algún tipo de altercado. Como resultado, el público inició una revuelta que terminó con varios automóviles volcados y que fue conocida como "The Exploited Montreal Riot".
En noviembre de 2007, apareció un comunicado de la banda en su página web oficial informando de que el guitarrista Robbie Davidson abandonaba la banda tras 9 años en ella para dedicar más tiempo a su proyecto musical llamado Certain Death, después conocidos como Drive By Audio. El sustituto para Robbie fue Gav, aunque aproximadamente un año después, este abandonó la banda y para ocupar su puesto reclutaron al guitarrista Matt McGuire, que también estaría un año en el grupo; sin embargo, en el 2012 volvió a The Exploited. Tommy Concrete fue quien sustituyó a McGuire el tiempo que este estuvo ausente.

### 2012 - Actualidad
Desde la edición de Fuck the System a la actualidad (2021), la banda ha seguido sacando material recopilatorio y trabajos en vivo. Han estado muy activos realizando giras mundiales que han incluido varias fechas en EE. UU., Canadá, México, Rusia, países de Europa Oriental como Grecia, Eslovenia, Croacia, Turquía, además de las usuales fechas en España, Francia, Alemania, presentaciones en los festivales "Punk and Disorderly"; han visitado Suecia, Noruega, Israel, Japón, Indonesia, Malasia Australia, Nueva Zelanda y Latinoamérica. Wullie Buchan escribió en el foro oficial de la banda que se encontraban trabajando en su siguiente álbum y que muy posiblemente vería la luz en 2011, cosa que no terminó sucediendo.
En una entrevista de 2012, Wattie Buchan dijo que se estaba produciendo un nuevo álbum. En febrero de 2014 sufrió un ataque al corazón en el escenario, durante una actuación en Lisboa con Hatebreed y Napalm Death. Fue llevado a un hospital local, en el cual estuvo durante al menos una semana. La banda firmó un contrato con Nuclear Blast Records, y obtuvo muchos de sus álbumes reeditados en marzo de 2014. La banda también dijo que su primer álbum en una década se daría a conocer a finales de 2014 o a principios de 2015, cosa que, una vez más, no sucedió. Wattie dijo en una entrevista que la música para un nuevo trabajo estaba compuesta, pero que había padecido una depresión que le había incapacitado para escribir letras para ese nuevo material. En 2016, el guitarrista Matt McGuire abandona la agrupación y le sustituye Robbie Davidson, quién grabó el álbum Fuck The System, regresando así a The Exploited casi una década después desde su adiós en el 2007. Sin embargo, en 2018, en el Facebook de la banda se anunció que Davidson iba a abandonar el grupo próximamente, y que si alguien tocaba la guitarra, que lo dijese en la propia red social; pese a ello, se anunció poco después que McGuire volvía al grupo, pues Davison estaría un tiempo ausente por motivos familiares. En 2020, Davidson es sustituido por Stevie Campbell. 

## Controversia: acusaciones y negaciones del presunto fascismo de la banda
Desde la segunda mitad de la década de 1990 han circulado una serie de rumores sobre la orientación política de la banda. En líneas generales, se trata de acusaciones provenientes de sectores antifascistas, que señalan una posible orientación fascista de The Exploited. Las supuestas pruebas que aportarían los autores de estas acusaciones serían:
- Wattie Buchan perteneció al ejército y llegó a ser francotirador.
- Supuestos vínculos de The Exploited con el National Front, llegando incluso a donar parte de sus ingresos a esta organización.
- Expulsión de Big John por su orientación sexual.
- Racismo de Wattie Buchan: odio a pakistaníes e inmigrantes, afirmación de que las Islas Malvinas eran británicas en Argentina.
- Enemistad con Dead Kennedys, habiendo llegado, incluso, a golpear al baterista DH Peligro por el color de su piel.
- John "Deptford" Armitage, bajista entre 1985 y 1986, había pertenecido a la banda Combat 84. Esta agrupación contaba con skinheads neonazis entre sus seguidores.
- Paliza al grupo punk mexicano Solución Mortal en los años ochenta.
- En la portada de su EP War Now se ve una bandera que luce un 88 (número que significaría Heil Hitler -La "H" es la octava letra del abecedario-).
- Además de todo esto, se aducen una serie de altercados que habrían protagonizado en Brasil y en el muro de Berlín en los años 80, que en sus inicios lucían esvásticas y una serie de declaraciones racistas, además de la inclinación del grupo por la violencia.

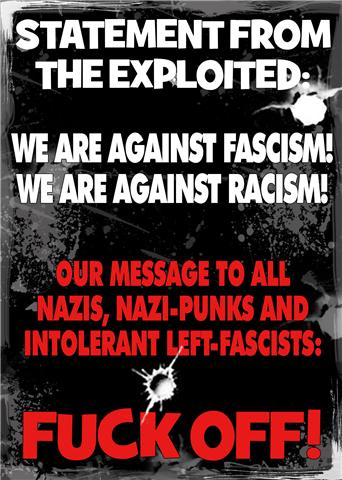
Cartel con una declaración oficial de la banda contra las acusaciones de fascismo y racismo.

Las réplicas por parte de The Exploited así como de sus seguidores a estas acusaciones en general han sido:
- Wattie sí perteneció al ejército en su juventud, hecho que nunca han ocultado y que no convierte a alguien en fascista. En cualquier caso, The Exploited tiene varias canciones antiguerra en su repertorio.
- Nunca han donado dinero al National Front.
- Big John, reconocido homosexual, dijo en una entrevista que su condición sexual no tuvo nada que ver con su salida de la banda, sino que "el grupo se estaba desmoronando bajo mis ojos, Wattie siempre quiso tener la última palabra sobre todo y no estaba realmente abierto al razonamiento o al sentido común".[11]
- Wattie dijo en una entrevista para una revista que odiaba a los pakistaníes, pero que también odiaba a muchos blancos y que, de hecho, odiaba a más blancos que a pakistaníes. No hay pruebas de que haya cargado contra la inmigración. Tampoco las hay de que dijera que las Islas Malvinas eran británicas, y en cualquier caso, tal afirmación no convierte a alguien en fascista; además, en el álbum Let's Start a War... se crítica a Margaret Thatcher precisamente a colación de la guerra de las Islas Malvinas.
- La enemistad con Dead Kennedys existe, pero ninguna de las dos partes ha aclarado nunca el por qué. Nunca han tocado juntos como para pensar en una pelea, y la canción «Nazi Punks - Fuck Off», según el mismo Jello Biafra, estaba dedicada al sector más violentista del hardcore estadounidense.
- John "Deptford" Armitage también perteneció a UK Subs, cuyo vocalista, Charlie Harper, es reconocidamente antirracista (UK Subs, a pesar de no ser una banda políticamente militante, ha participado en manifestaciones antirracistas, recopilatorios antiguerra, etc.). Combat 84 fue una banda tendente a la derecha política y políticamente incorrecta, pero no racista o neonazi; el vocalista, Chris "Chubby" Henderson, vivió un tiempo en Tailandia.
- La paliza a Solución Mortal es solo una leyenda. Pero la banda fue boicoteada y Wattie atacado por punks antifascistas cuando se presentaron en Ciudad de México.
- La bandera (negra y con la letra "A" en blanco y rodeada con un círculo) de la portada del EP dice «Chaos 88», 1988 es el año en que salió al mercado y, según los miembros de The Exploited, no sabían lo que este número significa para los nazis.
- Cada vez que han estado en Brasil han sido bien recibidos, salvo alguna escaramuza aislada; en el muro de Berlín se dedicaron a insultar a los "vopos" (policías de la RDA) cuando estaban borrachos. Usaron esvásticas sólo al principio de su carrera, cuando era común entre las bandas punk (como provocación), para luego dejarlo. Además, The Exploited goza de popularidad en Latinoamérica, Asia y Medio Oriente. La única declaración racista de Wattie sobre la que hay constancia es en contra de los pakistaníes, y el propio vocalista matizó sus palabras en la misma entrevista en la que dijo eso. Por otro lado, el actual batería de la banda, Garry Sullivan, es de raza negra.

El punto más alto de esta controversia ocurrió en noviembre de 2008, cuando The Exploited fue atacado en la localidad madrileña de Fuenlabrada antes de un concierto, que fue suspendido, por un grupo antifascista ligado a RASH Madrid, debido a sus supuestos vínculos fascistas y a ciertas fotos con exmiembros de Skrewdriver y de un supuesto tatuaje de una esvástica que Wattie tendría en uno de sus brazos. Como resultado del ataque, Wattie sufrió algunos cortes en la cabeza y Wullie algunos golpes. Sin embargo, la banda finalizó su tour además de apresurarse a negar cualquier acusación de fascismo.
En todo caso, cada cierto tiempo surge un nuevo rumor o acusación nunca demostrada de forma fehaciente, para posteriormente ser negado por sus seguidores o bien por los mismos The Exploited.

## Estilo musical
La música de The Exploited ha sido relacionada con varios subgéneros dentro del punk y del metal por diferentes webs. En allmusic han sido catalogados como anarcopunk, hardcore punk, punk rock, oi! y crossover thrash (este último género aparece bajo el término general punk metal). En la biografía de la misma web definen al grupo como "una de las bandas thrash más políticamente directas del Reino Unido". En la web punkmusic.about encuadraron a la banda dentro del street punk. Por su parte, el crítico Mark Prindle menciona el speed metal en su reseña del álbum de 1987 Death Before Dishonour, y para definir el estilo de la banda en general (aparte de otros anteriormente expuestos en esta sección). Algo en lo que diferentes sitios de internet han coincidido es en señalar que el estilo de The Exploited se diferencia en dos etapas: una más inclinada al punk y otra más hacia el metal, siendo esta última iniciada con el anteriormente mencionado álbum de 1987.

## Influencia

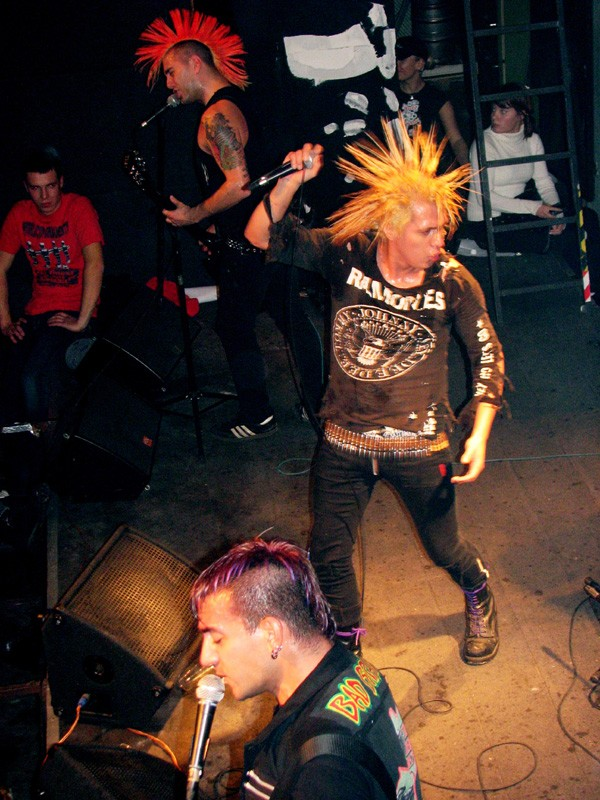
The Casualties es una banda inspirada por The Exploited.

The Exploited ha sido una de las bandas más influyentes dentro del mundo del punk y el metal. Ha sido inspiradora de bandas tales como The Casualties (que hizo un cover de "Dead Cities'"), Blanks 77 (que hizo un cover del tema "Punk's Not Dead") o de Total Chaos (que hicieron versión de "Sex and Violence").
Las bandas de metal extremo Destruction, Hypocrisy e Impaled Nazarene, también han hecho versiones del grupo; los primeros de "Fuck the USA", los segundos de "They Lie"  y los terceros de "Let's Star a War". Tampoco cabe olvidar el popurrí que hicieron Slayer junto a Ice T de varios temas de la banda (mencionados anteriormente en el artículo).

## Integrantes
- Wattie Buchan - Voz (1979 - actualidad)
- Irish Rob - Bajo y coros (2004 - actualidad)
- Stevie Campbell - Guitarra y coros (2020 - actualidad)
- Gary Sullivan – Batería (2024–presente)

## Miembros antiguos
Voz: 
- Terry Buchan (1979)

Guitarra: 
- Hayboy Steve (1979-1980)
- "Big" John Duncan (1980-1983)
- Karl "Egghead" Morris (1984)
- Mad Mick (1985)
- Nigel "Nig" Swanson (1985-1990) †
- Gordon "Gogs" Balfour (1989-1991)
- Fraser "Fraz" Rosetti (1993-1995)
- Arthur "Arf" Dalrymple (1996-1998)
- Gav Little (2007-2010)
- Tommy Concrete (2011-2012)
- Matt "Justice" McGuire (2010-2011, 2012-2016, 2019)
- Robbie "Steed" Davidson - Guitarra y coros (1998-2007, 2016-2020 -en este último periodo, tuvo momentos de ausencia-)

Bajo:
- Mark Patrizio (1979-1980)
- Gary McCormack (1980-1983)
- Wayne Tyas (1983-1985)
- John "Deptford" Armitage (1985-1986)
- Tony Lochiel (1986-1987) †
- Mark "Smeeks" Smellie (1988-1993)
- Jim Gray (1993-1996)
- Mikie Jacobs (1996-2003)
- Dave "Davey" Peggie (2003)
- Irish Rob (2003-actualidad)

Batería
- Jim "Jimbo" Park (1979)
- Glen "Dru Stix" Campbell (1979-1982)
- Danny Heatley (1982)
- Steve Roberts (1982)
- Willie Buchan (1982-1989, 1991, 1992-1997, 2000-presente)
- Rik Heller (1988)
- Tony Martin (1989-1991)
- Ian "Pud" Purdie (1991-1992)
- Willie Buchan - Batería (1982-1989, 1991, 1992-1997, 2000-2024)

## Discografía

### Álbumes
| #  | Título del Álbum       | Tipo de álbum | Fecha de lanzamiento |
| -- | ---------------------- | ------------- | -------------------- |
| 1. | Punk's Not Dead        | De estudio    | 1981                 |
| 2. | Troops of Tomorrow     | De estudio    | 1982                 |
| 3. | Let's Start a War      | De estudio    | 1983                 |
| 4. | Horror Epics           | De estudio    | 1984                 |
| 5. | Death Before Dishonour | De estudio    | 1987                 |
| 6. | The massacre           | De estudio    | 1990                 |
| 7. | Beat the Bastards      | De estudio    | 1996                 |
| 8. | Fuck the System        | De Estudio    | 2003                 |

### EP
| #  | Título del Álbum                                    | Tipo de álbum | Fecha de lanzamiento |
| -- | --------------------------------------------------- | ------------- | -------------------- |
| 1. | Don't Let 'em Grind You Down (junto con Anti Pasti) | EP            | 1981                 |
| 2. | Jesus is Dead                                       | EP            | 1986                 |
| 3. | War Now                                             | EP            | 1988                 |